# Čiovo
Čiovo (italienska: Bua) är en ö i Adriatiska havet tillhörande Kroatien. Ön som är Kroatiens 17:e största ö har en yta på 28,8 km2 (längd 15,3 km, bredd upp till 3,5 km) och dess högsta topp Rudine når 218 m ö.h. Befolkningen uppgår till 6 071 invånare (2001). 
Čiovo ligger nära fastlandet i centrala Dalmatien och på öns norra sida breder delar av staden Trogir ut sig. Ön är via en klaffbro förbunden med Trogirs historiska stadskärna som i sin tur ligger på en mindre ö mellan Čiovo och fastlandet.   

## Orter
Utöver staden Trogir som breder ut sig på öns norra sida och vidare in på fastlandet finns följande orter på Čiovo:
- Arbanija
- Žedno
- Okrug Gornji
- Okrug Donji
- Slatine
- Prizidnica

## Historia
Under medeltiden hade Čiovo många byar och spetälska härjade på ön. Under 1400-talet kom öns befolkning att öka markant sedan flyktingar på flykt från de framryckande osmanerna tog sin tillflykt till ön. Det var även då som staden Trogir kom att utvidgas från fastlandet till öns norra kust.

## Kulturarv
På Čiovo finns flera sakrala byggnader och ruiner uppförda i företrädande förromansk stil. Lämningar av den förromanska kyrkan Sankt Peter (Sv. Petar) finns i Supetargrottan vid Slatine och kyrkan Vår Fru vid havet (Gospa pokraj mora) finns i Žedno. 
Kyrkan och Dominikanerklostret Heliga korset (Sv. Križ) uppfördes på 1400-talet av byggherrarna Ivan Drakanović och Nikola Mladinov. I franciskanerklostret Heliga Anton (Sv. Antun) finns målningar av Palma d.y. och en skulptur föreställande heliga Magdalena av Ivan Duknović. 

## Flora
Vegetationen på ön är typisk för områden vid Medelhavet. Undervegetationen består av stenek, myrten, malört, enar med mera. På den norra sidan av ön som är mest utsatt av Boravinden växer tallar och cypresser. Större grödor som odlas på ön inkluderar oliver, fikon, mandel, vinrankor och citrusfrukter.